# چودول‌لو
چودول‌لو (به لاتین: Çüdüllü) یک منطقه مسکونی در جمهوری آذربایجان است که در شهرستان قاخ واقع شده است. چودول‌لو ۳۸۲ نفر جمعیت دارد.